# Serietecknaren
Serietecknaren är en svensk dramakomedifilm som hade biopremiär i Sverige den 21 februari 2025. Den är regisserad av Simon Gärdenfors, som även skrivit filmens manus. Filmen är en spin-off på en sitcom på Youtube med namnet Mina problem, och är till 100% finansierad via Kickstarter.

## Handling
Filmen kretsar kring svenska komiker och serietecknare. Filmen är baserad på Gärdenfors egna upplevelser om hur han inleder en karriär som standup-komiker, men efter en rad händelser tvingas återvända till bakgrunden som serietecknare.

## Rollista (i urval)
- Simon Gärdenfors – sig själv
- Anton Magnusson – sig själv
- Johan Hurtig Wagrell – Fredrik Jonsson
- David Wiberg – Iggy Dahlström
- Ana Stanisic – Sonja Vargstråhle
- Dominik Henzel – DC-Bengan